# クリスタルキング
クリスタルキングは、日本のロックバンド。ツインボーカルによる7人組ロックバンドとして活動していた時期もあるが、現在はムッシュ吉﨑によるソロプロジェクト。略称は「クリキン」。
累計150万枚以上のミリオンセラーである博多の街を唄った「大都会」をはじめ、75万枚の売り上げを記録した「蜃気楼」や「セシル」、映画「瀬戸内少年野球団」の主題歌「瀬戸内行進曲 (IN THE MOOD)」、アニメ『北斗の拳』主題歌「愛をとりもどせ!!」といったヒット曲がある。
ムッシュ吉﨑の低音ボーカルと、田中昌之（1998～2002年までは内田聖治）によるハイトーンボーカルの組み合わせによるツインボーカルを特徴とした。

## メンバー
★の付いたメンバーは1979年（昭和54年）にキャニオン・レコードから再デビューした時に在籍していたメンバーである。
- ムッシュ吉﨑（ムッシュよしざき、本名：吉崎 勝正〈よしざき かつまさ〉、ボーカル低、パーカッション）★
  - 1948年（昭和23年）12月25日、山口県下関市出身[2]。
  - 株式会社クリスタルキングカンパニー代表取締役。
  - 1979年に「大都会」の歌で優秀賞を受賞。
  - 最初はドラマーとボーカリストだった。また、打楽器（ボンゴ、コンガ、ティンバレス、ティンパニ）に伴奏を付ける。
  - 「WELCOME TO THE MYSTERY TOUR」と「飛翔」の歌詞を担当。
  - リーダー。パンチパーマとサングラスがトレードマーク。「低音のムッシュ」と評されているが、次第にミックスボイスを使用するようになる。現在は高音パートも担当。
  - プレイステーション・ビデオゲーム「70年代風ロボットアニメ ゲッP-X」で4曲を担当。
  - 2009年頃、IJKA(宗家 国際日本武術空手道会)の空手CDで浅井哲彦師範が作詞を手がけた「あゝ我が人生空手道」を歌唱
  - 現在「クリスタル・キング」の名のもと、ソリストとして活躍中。
  - 1981年に日本のロックバンドとしては初のディナーショーを行い[要出典]、ソロプロジェクトになってからも年に数回のディナーショーをライフワークとしている。
  - 2022年現在、70代にしてディナーショーに加え、月2回は横浜のライブハウスに立ち、メンバーのいた時代とほぼ同じペースで精力的にソロステージを行なっている。

## 元メンバー
- 田中 昌之（たなか まさゆき、1951年［昭和26年］6月30日 - ）

ボーカル高【1973-1974、1975-1986, 1995-1998】 ★
佐賀県伊万里市出身。
作詞も担当。『eleven carats』では「どげんしたとねBaby」「Fool Man」の2曲を作曲。「3オクターブの美声」と賞賛された地声のテナーハイトーンボイスで、和製ロバート・プラントの異名を博した。
一時、田中雅将、田中雅之（いずれも読み同じ）と改名して活動していたが、2013年2月から本名に戻している。
現在は当時の高音パートは歌えないが、ハスキーボイスを生かして活動を続けている。
- 内田 聖治（うちだ しょうじ、1959年［昭和34年］1月8日 - 2019年［平成31年］3月8日[4]）- ボーカル【1998-2002】

田中再脱退後、2代目ボーカリストとして1998年（平成10年）から2002年（平成14年）まで在籍。
- 山下 三智夫（やました みちお、1952年［昭和27年］10月3日 - ）- ギター【1975-1986】★

作曲を担当し、「大都会」「蜃気楼」「処女航海」「Church」「愛をとりもどせ!!」などの代表曲を作曲した。
「セシル」「マラソンマン」「十月の渚」（いずれも自身作曲）ではリードボーカルを務める。
- 川上 聡（かわかみ さとる） - ギター【1986-】
- 上坂 哲史（こうさか てつし） - ギター
- 福田 彰一郎 （ふくだ しょういちろう） - ギター【 -1998】
- 中村 公晴（なかむら きみはる、1952年［昭和27年］5月30日 - ）- ピアノ【1975-1998】 ★

「愛をとりもどせ!!」の作詞を担当
- 今給黎 博美（いまきゅうれい ひろみ、1953年［昭和28年］3月15日 - ）- キーボード ★

キーボードセンスは「明日への旅立ち」「3秒の誘惑」「ユリア…永遠に」「MOON LIGHT」で結実。ギターも担当する。ほとんどの曲は山下と今給黎が作曲を担当している。
- 野元 英俊（のもと ひでとし、1951年［昭和26年］7月28日 - ）- ベース【 - 1986】 ★

- 尾町 英司（おまち ひでし） - ベース【-1993】
- 秦 好樹（はた よしき） - ベース、プログラミング【1993-1999】

- 金福 健（かねふく けん、1950年［昭和25年］12月15日 - 2014年［平成26年］4月16日[5]）- ドラム【 - 1983】 ★

- ファンキー末吉（ファンキーすえよし、1959年［昭和34年］7月13日 - ）- ドラム【1984】

金福脱退後、高木参加まで在籍。「愛をとりもどせ!!」でドラムを披露している。
- 高木 和好（たかぎ かずよし） - ドラム【1985-】
- 高岡 丈二（たかおか じょうじ） - ドラム【-1998】

## 概要

### デビューまで
1971年（昭和46年）、ムッシュ吉﨑を中心に九州で結成。佐世保の米軍キャンプのクラブや、米兵が集まる佐世保市内のディスコで米兵相手にアメリカ音楽を演奏したり、福岡のディスコ・クラブでも活動していた。
1973年（昭和48年）、田中昌之が参加したが、1974年（昭和49年）に一度目の脱退。
1975年（昭和50年）から田中昌之が再参加し、中村公晴・山下三智夫が参加。低音の吉崎と高音の田中によるツインボーカルで九州を中心に徐々に人気を獲得。
1976年（昭和51年）、カバー曲の「カモン!ハッスル・ベイビー」でテイチク（テイチクBLACKレーベル）よりデビュー。

### 世界歌謡祭に出場
1979年（昭和54年）、世界歌謡祭グランプリを受賞をきっかけにキャニオン・レコードより再びデビュー。11月21日にリリースされたデビューシングル「大都会」は累計150万枚以上のミリオンセラーを記録する。
1980年（昭和55年）の続いてリリースされた「蜃気楼」も資生堂のキャンペーンソングに起用され75万枚のヒットを記録。『ザ・ベストテン』では「大都会」と「蜃気楼」で2曲連続1位を獲得した。また司馬遼太郎の歴史小説が原作のNHK連続テレビドラマ『風神の門』の音楽を担当。主題歌「時間差」は話題となるがレコード化されなかった。なお、その他の未発売楽曲には「Ten Years Ago」がある。年末の『第31回NHK紅白歌合戦』に出場し、「大都会」を披露。
1983年（昭和58年）末、ドラムの金福が脱退。サポートドラマーとしてファンキー末吉が参加。
1984年（昭和59年）6月、阿久悠原作の映画『瀬戸内少年野球団』の主題歌を担当。また、同年10月に発表されたテレビアニメ『北斗の拳』の主題歌「愛をとりもどせ!!」は、50万枚のセールスを記録した。

### メンバーの脱退から再結成まで
1985年（昭和60年）4月17日に発売されたレーベルメイトの中島みゆきのアルバム『御色なおし』では「さよならの鐘」「煙草」の編曲と演奏を担当した。
1986年（昭和61年）にはパソコン用ゲームソフト『レリクス』のテーマ曲を担当した。これは開発・発売元であるボーステック社長の八巻龍一とクリスタルキングのメンバーが旧知の仲だったことで実現したものだが、まだコンピュータゲームが一般的には受け入れられていなかった時期にメジャーなバンドがオリジナル曲を提供したことは話題となった。
同年2月、田中昌之（2度目）・山下三智夫・野元英俊が脱退。なお、キーボードの今給黎は、1990年（平成2年）にリバーヒルソフトが発売したPC用ゲームソフト『BURAI下巻完結編』と、それ以降発売されたコンシューマー版の音楽を担当した。
1995年（平成7年）10月に田中が一時2度目の復帰をするも、1998年（平成10年）1月に3度目の脱退（中村公晴・福田彰一郎・高岡丈二も同時期に脱退）。その直後に内田聖治が加入し、2002年まで在籍した。内田脱退後のクリスタルキングはムッシュ吉﨑のソロバンドとして活動している。
1999年（平成11年）「愛をとりもどせ!!」が、タイピングソフト『北斗の拳』のプロモーションに使用され、その後も『北斗の拳』がネットゲーム、パチスロなど媒体を変えてヒットするたびに脚光を浴びた。パチスロ機『北斗の拳』では、10連チャンで大当たりした時に流れる曲として20年ぶりにセルフカバーで復活した。2006年（平成18年）の劇場版『真救世主伝説 北斗の拳 ラオウ伝 殉愛の章』主題歌として、リーダーのムッシュ吉﨑による3度目のレコーディングが行われ、野村義男がギタリストとして演奏に参加（田中も同年にソロ名義でセルフカバーしたCDを発表している）。日本音楽著作権協会 (JASRAC) の2007年（平成19年）4月〜2008年（平成20年）3月期の音楽著作権料の分配額では9位を記録した。

### 商標権侵害問題に発展
2009年（平成21年）、グループ名「クリスタルキング」は吉崎の会社が商標登録しており、元メンバーの田中がコンサートの告知広告などで（元を付けずに）グループ名を挙げたりすることは商標権の侵害に当たるとして、吉崎が田中を相手取り、グループ名の使用禁止と損害賠償などを求め東京地裁に提訴。2010年（平成22年）、東京地裁は、脱退後に元メンバーが「クリスタルキング」の名前を使っても、吉崎の活動に関する社会的評価を低下させないなどとして吉崎の請求を棄却した。
また、吉崎は田中が1998年（平成10年）にテレビ番組で「クリスタルキングは解散した」と虚偽の発言をしたことについても訴えていたが、当該発言から3年以上経過しており時効が成立しているとして棄却された。しかし、このような法的対応も含め、吉崎と田中他元メンバーの関係は修復不可能であるほど悪化しているとされる。
2013年には九州で、2014年には関東でクリスタルキングの元メンバーが集まり「同窓会コンサート」を開催してファンを大いに喜ばせたが、上述の経緯もあり吉崎は不参加だった。

## ディスコグラフィ

### シングル
| No.  | 発売年月日     | タイトル曲                     | c/w                         | フォーマット | 発売元                         |
| ---- | -------------- | ------------------------------ | --------------------------- | ------------ | ------------------------------ |
|      | 1976年         | カモン!ハッスル・ベイビー      | ライジング・サン            | EP           | BLACK                          |
| 1st  | 1979年11月21日 | 大都会                         | 時流                        | EP           | キャニオン・レコード AARD-VARK |
| 2nd  | 1980年4月5日   | 蜃気楼                         | 朝焼けの街角                | EP           | キャニオン・レコード AARD-VARK |
| 3rd  | 1980年8月21日  | 処女航海                       | Carry On                    | EP           | キャニオン・レコード AARD-VARK |
| 4th  | 1980年11月5日  | 明日への旅立ち                 | LAST RUN                    | EP           | キャニオン・レコード AARD-VARK |
| 5th  | 1981年4月21日  | PASSION-LADY                   | 祈り                        | EP           | キャニオン・レコード AARD-VARK |
| 6th  | 1981年8月5日   | PASSION-LADY (ENGLISH VERSION) | MARY BROWN                  | EP           | キャニオン・レコード AARD-VARK |
| 7th  | 1981年9月5日   | Church                         | 十月の渚                    | EP           | キャニオン・レコード AARD-VARK |
| 8th  | 1982年7月21日  | セシル                         | Fire                        | EP           | キャニオン・レコード AARD-VARK |
| 9th  | 1983年1月21日  | 3秒の誘惑                      | Good-bye Hero               | EP           | キャニオン・レコード AARD-VARK |
| 10th | 1983年7月21日  | メモリー                       | マラソン・マン              | EP           | キャニオン・レコード AARD-VARK |
| 11th | 1983年11月21日 | 愛情AGAIN                      | WELCOME TO THE MYSTERY TOUR | EP           | キャニオン・レコード AARD-VARK |
| 12th | 1984年6月21日  | 瀬戸内行進曲 (IN THE MOOD)     | さよならダーリング          | EP           | キャニオン・レコード AARD-VARK |
| 13th | 1984年10月5日  | 愛をとりもどせ!!               | ユリア…永遠に               | EP           | キャニオン・レコード AARD-VARK |
| 14th | 1985年5月21日  | MOON LIGHT                     | ミッドナイト・ミステリー    | EP           | キャニオン・レコード AARD-VARK |
| 15th | 1987年6月25日  | Lady,涙が唇に                  | 渚HOTEL                     | EP           | BOURBON RECORDS                |
| 16th | 2004年7月7日   | 愛をとりもどせ!!               | 北斗の拳のテーマ            | CD           | TEAM Entertainment             |
| 17th | 2004年10月20日 | ユリア…永遠に                  | 愛をとりもどせ!!REMIX       | CD           | TEAM Entertainment             |
| 18th | 2006年3月2日   | 愛をとりもどせ!! (MOVIE ver.)  | ユリア…永遠に (MOVIE ver.)  | CD           | TEAM Entertainment             |
| 19th | 2007年8月29日  | くるくるくりくり               | 奇跡のチカラ                | CD           | SPICE RECORDS                  |
| 20th | 2010年6月23日  | 夢見た雲、あおい空             | LIFE with Songs             | MP3          | GooDeal                        |

### アルバム

#### オリジナル・アルバム
| No. | 発売年月日     | タイトル       | フォーマット | 発売元                         |
| --- | -------------- | -------------- | ------------ | ------------------------------ |
| 1st | 1980年5月5日   | CRYSTAL KING   | LP           | キャニオン・レコード AARD-VARK |
| 2nd | 1980年12月21日 | LOCUS          | LP           | キャニオン・レコード AARD-VARK |
| 3rd | 1981年9月21日  | eleven carats  | LP           | キャニオン・レコード AARD-VARK |
| 4th | 1983年4月21日  | CITY ADVENTURE | LP           | キャニオン・レコード AARD-VARK |
| 5th | 1985年6月21日  | MOON           | LP/CD        | キャニオン・レコード AARD-VARK |
| 6th | 1987年7月25日  | 1968・夏・東京 | LP/CD        | BOURBON RECORDS                |
| 7th | 1999年6月6日   | Bear Away      | CD           | インディペンデントレーベル     |

#### ベスト・アルバム
| No. | 発売年月日     | タイトル                                                 | フォーマット | 発売元                             |
| --- | -------------- | -------------------------------------------------------- | ------------ | ---------------------------------- |
| 1st | 1985年12月15日 | クリスタルキング THE BEST                                | CD           | キャニオン・レコード AARD-VARK     |
| 2nd | 1999年3月25日  | クリスタルキングベストコレクション                       | CD           | テイチク                           |
| 3rd | 2003年3月26日  | クリスタルキングベスト                                   | CD           | キングレコード                     |
| 4th | 2006年12月21日 | ポプコン・スーパー・セレクション クリスタルキング ベスト | CD           | キングレコード                     |
| 5th | 2010年10月8日  | クリスタルキング スーパー・ベスト                        | CD           | カルチュア・コンビニエンス・クラブ |

### タイアップ
| 時期   | 楽曲                                 | タイアップ |
| ------ | ------------------------------------ | --- |
| 1980年 | 蜃気楼                               | 資生堂「輝け!ナツコSUN」キャンペーンソング                                                                            |
| 1980年 | 時間差                               | NHK連続テレビドラマ『風神の門』主題歌                                                                                 |
| 1981年 | 海南風                               | コカ・コーラ夏のスーパーレコードキャンペーンソング                                                                    |
| 1984年 | 瀬戸内行進曲 (IN THE MOOD)           | 日本ヘラルド映画配給『瀬戸内少年野球団』主題歌                                                                        |
| 1984年 | 愛をとりもどせ!!                     | フジテレビ系放映アニメーション『北斗の拳』主題歌                                                                      |
| 1984年 | ユリア…永遠に                        | フジテレビ系放映アニメーション『北斗の拳』主題歌                                                                      |
| 1999年 | ゲッP-エックス発進せよ!              | アローマのゲームソフト『70年代風ロボットアニメ ゲッP-X』挿入歌 アルバム『70年代風ロボットアニメ ゲッP-Xのうた』に収録 |
| 1999年 | 好きだ!ゲッP-エックス                | アローマのゲームソフト『70年代風ロボットアニメ ゲッP-X』挿入歌 アルバム『70年代風ロボットアニメ ゲッP-Xのうた』に収録 |
| 1999年 | 進め! 宇宙ビースト                   | アローマのゲームソフト『70年代風ロボットアニメ ゲッP-X』挿入歌 アルバム『70年代風ロボットアニメ ゲッP-Xのうた』に収録 |
| 1999年 | 伝説～Gather Darkness                | アローマのゲームソフト『70年代風ロボットアニメ ゲッP-X』挿入歌 アルバム『70年代風ロボットアニメ ゲッP-Xのうた』に収録 |
| 2006年 | 愛をとりもどせ!! (MOVIE ver.)        | アニメーション映画『真救世主伝説 北斗の拳 ラオウ伝 殉愛の章』挿入歌                                                   |
| 2007年 | ユリア…永遠に (MOVIE ver.)           | OVA『真救世主伝説 北斗の拳 ユリア伝』主題歌                                                                           |
| 2007年 | くるくるくりくり                     | 任天堂のゲームソフト『くりきん ナノアイランドストーリー』主題歌                                                       |
| 2007年 | 奇跡のチカラ                         | 任天堂のゲームソフト『くりきん ナノアイランドストーリー』主題歌                                                       |
| 2012年 | 愛をとりもどせ!!                     | テレビ東京系アニメ『ジュエルペット サンシャイン』第50話挿入歌                                                         |
| 2017年 | 愛をとりもどせ!! (King & Queen ver.) | パチンコ機「CR北斗の拳7 転生」BGM                                                                                     |

## NHK紅白歌合戦出場歴
| 年度/放送回               | 回 | 曲目   | 出演順 | 対戦相手 |
| ------------------------- | -- | ------ | ------ | -------- |
| 1980年（昭和55年）/第31回 | 初 | 大都会 | 07/23  | 八神純子 |

注意点
- 出演順は「出演順/出場者数」で表す。